# Norbert Haag
Norbert Haag (* 1958) ist ein deutscher Historiker und Archivar.

## Leben
Er studierte Geschichte und evangelische Theologie an der Universität Tübingen. Nach der Promotion 1989 absolvierte er die Ausbildung des Landesarchivs zum Höheren Archivdienst an der Archivschule Marburg. Ein Jahr lang war er im Anschluss beim Generallandesarchiv Karlsruhe tätig. Seit 1991 arbeitete er im Landeskirchlichen Archiv Stuttgart. Nach der Habilitation 2013 wurde er außerplanmäßiger Professor der Universität Tübingen. Seit 2013 war er Leiter des Referats Archiv/Bibliothek/Dokumenten- und Wissensmanagement im Oberkirchenrat Stuttgart.

## Veröffentlichungen (Auswahl)
- Predigt und Gesellschaft. Die lutherische Orthodoxie in Ulm 1640–1740. Mainz 1992, ISBN 3-8053-1248-2 (Dissertation).
- Protestantisches Milieu in der Provinz. Das württembergische Dekanat Herrenberg 1918 bis 1945. Epfendorf 2007, ISBN 3-928471-60-0.
- Dynastie, Region, Konfession. Die Hochstifte des Heiligen Römischen Reiches Deutscher Nation zwischen Dynastisierung und Konfessionalisierung (1448–1648). Münster 2018, ISBN 3-402-11595-6. sehepunkte.de; archivalia.hypotheses.org.
- Dekane. Eine kirchliche Funktionselite 1918 bis 1948. Eine Untersuchung am Beispiel der Evangelischen Landeskirche in Württemberg. Leipzig 2023, ISBN 3-374-07279-8.